# 한지영
한지영은 대한민국의 신체심리학자이다.

## 학력
- 고려대학교 생물학과 중퇴
- 연세대학교 심리학과 학사학위
- 서울여자대학교 특수전문대학원 무용 동작 치료 전공 석사학위
- 연세대학교 상담코칭 박사학위

## 경력
- 2006년 ~ 2008년 : 건국대학병원 정신과 폐쇄병동 담당 무용/동작치료사
- 표현예술치료센터 <바디투소울> 대표
- 2008년 ~ : 한겨레문화센터 강의[5]
- 연세대학교 겸임 교수
- 힐링모션 여성심리건강 연구소 대표

## 논문
- 석사학위 : <무용동작치료가 아내학대 피해여성의 학습된 무기력과 내외통제성에 미치는 영향>
- 박사학위 : <신체화 증상이 있는 성인여성의 무용동작치료 경험 연구>

## 저서
- 《나를 치유하는 동작》. 아우름. 2015년. ISBN 9788954637541